# Dirección General de Sociedad de la Información y Medios de Comunicación (Comisión Europea)
La Dirección General de Redes de Comunicación, Contenido y Tecnología o "DG Connect" es una Dirección General de la Comisión Europea. 
DG Connect es responsable de la gestión de la Agenda Digital.
El actual Comisario Europeo de Agenda Digital es Günther Oettinger (Alemania) y el director general es Roberto Viola.

## Fondo
El 1 de julio de 2012, DG Connect sustituyó a la Dirección General de Sociedad de la Información y Medios de Comunicación (DG INFSO). 
La misión también cambió y se realizaron importantes recortes de personal (a partir del 1 de enero de 2013 se procedió a la externalización de una parte sustancial de la agenda del ex-INFSO). La DG INFSO se conocía anteriormente como DG XIII. Hasta 2004, la DG compartió el Comisario con la DG Empresas.
A partir de enero de 2005, la DG Sociedad de la Información se amplió para incluir a los medios de comunicación (anteriormente, DG Educación y Cultura).
La DG INFSO se ocupa de la investigación, la política y la reglamentación en las esferas de las tecnologías de la información y la comunicación y de los medios de comunicación. Su regulación tiene objetivos culturales, sociales y económicos, y abarca algunos de los sectores económicos más grandes de Europa, así como algunos de los más visibles. No obstante, la DG no es responsable de algunas cuestiones económicas y de mercado generales que son centrales en las políticas de la sociedad de la información, como las cuestiones de propiedad intelectual.

## Misión
DG Connect ayuda a aprovechar el desarrollo y la utilización de las tecnologías de la información y la comunicación (TIC) para crear empleos y generar crecimiento económico; Proporcionar mejores bienes y servicios para todos; Y aprovechar el mayor empoderamiento que las tecnologías digitales pueden aportar para crear un mundo mejor, ahora y para las generaciones futuras.
El papel de la DG es:
- Apoyar el tipo de investigación de alta calidad e innovación que ofrece resultados imaginativos, prácticos y que aumentan el valor.

- Fomentar la creatividad a través de una cadena de valor de datos europea en la que cualquiera pueda compartir conocimientos.

- Promover un mayor uso de los bienes digitales y servicios digitales y el acceso público a los mismos, incluida la computación en nube, con el fin de impulsar el mercado único europeo.

- Asegurarse de que esos bienes y servicios son seguros, que las personas pueden confiar en las tecnologías en rápida evolución que las rodean y que las personas tienen las habilidades y la confianza adecuadas para usarlas como parte de la vida cotidiana.

- Trabajar con socios en todo el mundo para apoyar un Internet abierto.

## Estructura
Direcciones:
A: Componentes y Sistemas (Director: Khalil ROUHANA)
Apoyar la investigación y el despliegue de tecnologías TIC inteligentes, integradas y clave que permitan abordar toda su cadena de valor desde su creación hasta la industrialización. Desarrollar una hoja de ruta de ciclo completo para obtener la producción en la economía de la UE a través de herramientas de innovación como líneas piloto, adquisiciones y normas.
B: Redes y Servicios de Comunicaciones Electrónicas (Director: Gerard DE GRAAF)
Coordinar un mejor marco regulatorio para la competencia y el crecimiento en toda la gama de temas en el campo de las comunicaciones electrónicas: análisis económico, evaluación de impacto, desarrollo de políticas, cumplimiento normativo.
C: Excelencia en la Ciencia (Director: Thierry VAN DER PYL)
Garantizar la renovación de la base científica de las futuras TIC fomentando la excelencia en la investigación en TIC y ayudar a transformar la forma en que se concibe, practica, difunde y utiliza. Desarrollar una hoja de ruta de ciclo completo para obtener el producto en la economía de la UE, a través de herramientas de innovación tales como líneas piloto, plataformas de innovación abierta, adquisiciones pre-comerciales y estándares. Jefe de la DG de Horizonte 2020 / Excelencia.
D: Cooperación (Directora: Linda CORUGEDO STENEBERG)
Proporcionar una interfaz efectiva participativa, transparente y cooperativa con todas las partes interesadas externas.
E: NET Futures (Director: Mario CAMPOLARGO)
Investigación e Innovación sobre lo que está más allá de la arquitectura, el software y los servicios actuales de Internet. Dirección de la DG sobre la estrategia de la UE para la nube. Potenciar el crecimiento mediante la investigación, la innovación y la política para las industrias futuras. Desarrollar una hoja de ruta de ciclo completo para obtener la producción en la economía de la UE, a través de herramientas de innovación como líneas piloto, adquisiciones pre-comerciales y estándares.
F: Coordinación (Director: Megan RICHARDS)
Coordinar la visión general de la DG sobre nuestra contribución al crecimiento económico de la UE. Desarrollar, coordinar y supervisar políticas eficaces de despliegue, regulación e investigación e innovación de las TIC. Dirección de la DG UE 2020, 7PM y Horizonte 2020.
G: Medios y Datos (Director: Roberto VIOLA)
Liderar a la Dirección General en la elaboración y apoyo de una visión para el desarrollo óptimo y la expansión de medios innovadores y creativos y el uso de datos. De I + D al marco regulatorio necesario, incluyendo datos abiertos, información de servicio público, audiovisual, inclusión y asuntos infantiles. Desarrollar una hoja de ruta de ciclo completo para obtener la producción en la economía de la UE, a través de herramientas de innovación como líneas piloto, adquisiciones pre-comerciales y estándares.
H: Sociedad Sostenible y Segura (Director: Paul TIMMERS)
Abordar los desafíos de TIC seleccionados para una sociedad sostenible, sana y segura. Desarrollar una hoja de ruta de ciclo completo para obtener el producto en la economía de la UE, a través de herramientas de innovación tales como líneas piloto, adquisiciones precomerciales y normas. Jefe de la DG de Horizonte 2020 / Desafíos Sociales.
R: Apoyo (Director: Gail KENT)
Apoyar al personal y las operaciones de la Dirección General, así como para garantizar el cumplimiento de los procedimientos esenciales.

## Recursos
DG Connect es una de las DG más grandes de la Comisión Europea, con unos 1100 empleados en Bruselas y Luxemburgo, y alrededor de una quinta parte del presupuesto total de investigación de la UE. Una parte importante de sus actividades se dedica a la investigación en esferas en las que puede proporcionar estímulo y apoyo a la investigación de los Estados miembros, incluida la coordinación, la cooperación, la normalización y las actividades de investigación básica a largo plazo.
Se planificaron importantes recortes de personal para 2014.